# フィリピン・スポーツ・スタジアム
フィリピン・スポーツ・スタジアム (英:Philippine Sports Stadium) はフィリピン・ボカウェのシウダード·デ·ビクトリアに位置するサッカー競技場。フィリピン・アリーナに隣接。